# A Charlie Brown Christmas
A Charlie Brown Christmas è l'ottavo album in studio del pianista jazz statunitense Vince Guaraldi, pubblicato nel 1965 negli Stati Uniti per Fantasy Records. Si tratta della colonna sonora dello speciale televisivo Buon Natale, Charlie Brown! (A Charlie Brown Christmas), andato in onda negli Stati Uniti il 9 dicembre 1965.

## Tracce
1. O Tannenbaum – 5:08 (Ernst Anschütz)
2. What Child Is This – 2:25 (William Chatterton Dix)
3. My Little Drum – 3:12 (Vince Guaraldi)
4. Linus and Lucy – 3:06 (Guaraldi)
5. Christmas Time Is Here (Instrumental) – 6:05 (Guaraldi)
6. Christmas Time Is Here (Vocal) – 2:47 (Guaraldi, Lee Mendelson)
7. Skating – 2:27 (Guaraldi)
8. Hark the Herald Angels Sing – 1:55 (Charles Wesley)
9. Christmas Is Coming – 3:25 (Guaraldi)
10. Fur Elise – 1:06 (Ludwig van Beethoven)
11. The Christmas Song – 3:17 (Mel Tormé, Robert Wells)

Tracce bonus (CD 1988)
1. What Child Is This (Extended Version) – 5:25 (Dix)

Tracce bonus (CD 2006)
1. What Child Is This (Extended Version) – 5:25 (Dix)
2. Christmas Is Coming (Alternate Take 1) – 4:37 (Guaraldi)
3. The Christmas Song (Alternate Take 3) – 3:53 (Tormé, Wells)
4. Greensleeves (Alternate Take 6) – 5:05
5. Christmas Time Is Here (Alternate vocal Take) – 1:34 (Guaraldi)

Tracce bonus (CD 2012)
1. What Child Is This (Extended Version) – 5:25 (Dix)
2. Great Pumpkin Waltz – 2:29 (Guaraldi)
3. Thanksgiving Theme – 2:00 (Guaraldi)

## Formazione
The Vince Guaraldi Trio
- Vince Guaraldi – piano, bandleader, organo Hammond (in Hark! The Herald Angels Sing)
- Jerry Granelli – batteria
- Fred Marshall – contrabbasso

Altri musicisti
- Colin Bailey – batteria (in Greensleeves)
- Chuck Bennett – trombone (in Thanksgiving Theme)
- Monty Budwig – contrabbasso (in Greensleeves)
- Mike Clark – batteria (in Thanksgiving Theme)
- John Gray – chitarra (in Great Pumpkin Waltz)
- Tom Harrell – tromba (in Thanksgiving Theme)
- Mannie Klein – tromba (in Great Pumpkin Waltz)
- Seward McCain – basso (in Thanksgiving Theme)